# Gingidia baxterae
Gingidia baxterae är en flockblommig växtart som först beskrevs av John William Dawson, och fick sitt nu gällande namn av Colin James Webb. Gingidia baxterae ingår i släktet Gingidia och familjen flockblommiga växter. Inga underarter finns listade i Catalogue of Life.